# James Dewey Watson
James Dewey Watson, ameriški molekularni biolog, * 6. april 1928, Chicago, Illinois, ZDA.
Najbolj znan je po tem, da je skupaj s Francisem Crickom in Mauriceom Wilkinsom odkril strukturo DNK. Za to odkritje so leta 1962 skupaj prejeli Nobelovo nagrado za fiziologijo ali medicino.